# Jennifer Chandler
Jennifer Chandler (n. 13 iunie 1959, Valley⁠(d), Alabama, SUA) este o săritoare în apă ce a reprezentat Statele Unite ale Americii, medaliată olimpică. A participat la o ediție a Jocurilor Olimpice (1976) în care a câștigat o medalie de aur.

## Participări
Lista de mai jos prezintă principalele competiții la care a participat Jennifer Chandler de-a lungul carierei.
- diving at the 1976 Summer Olympics – women's 3 metre springboard[*]